# Saint-Saturnin-du-Bois

Saint-Saturnin-du-Bois este o comună în departamentul Charente-Maritime, Franța. În 1 ianuarie 2022 avea o populație de 910 de locuitori.